# Andreas Christian Pagenstecher
Andreas Christian Pagenstecher (* 26. April 1612 in Neuenhaus; † 19. Dezember 1677 in Kassel) war ein hessischer Geheimer Kriegsrat und Kriegskommissar in Kassel.

## Leben
Andreas Christian Pagenstecher war ein Sohn des Juristen Johann Pagenstecher (1575–1650) und der Anna Lölevinck (1582–1655). Er studierte an mehreren ausländischen Universitäten Rechtswissenschaft; so immatrikulierte er sich am 30. März 1628 in Groningen und am 15. Mai 1630 in Leiden. Gleich nach seiner Rückkehr im 21. Lebensjahr berief ihn der Landgraf Wilhelm V. von Hessen 1633 als Sekretär an die Kriegskanzlei in Kassel. Hier wurde er bald darauf Generalauditeur mit dem Charakter eines Geheimen Kriegsrats. Er versah auch die Stelle eines Kriegskommissars, machte mit der hessischen Armee mehrere Feldzüge mit und wohnte mehreren Schlachten bei. Nach erfolgtem Friedensschluss im Westfälischen Frieden ernannte ihn die Landgräfin Amelie Elisabeth zu ihrem Oberamtmann in Hersfeld für die neu erworbenen Ämter der Abtei Hersfeld. Nach  ihrem Tod berief ihn Landgraf Wilhelm VI. wieder nach Kassel in seine vorige Stellung, wo er nach dessen schnellem Tod zum Vormundschaftsrat ernannt wurde.
Pagenstecher hatte am 6. Oktober 1652 in Wesel Cornelia Moll, Tochter des Kaufmanns Gerhard Moll und der Anna von Eck, geheiratet. Aus der Ehe ging ein Sohn und eine Tochter hervor. Er starb am 19. Dezember 1677 im Alter von 65 Jahren in Kassel.